# Șperaclu

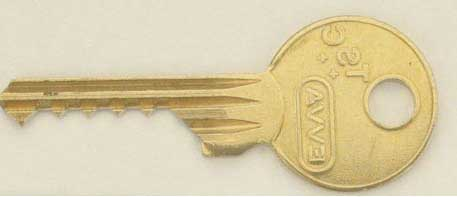

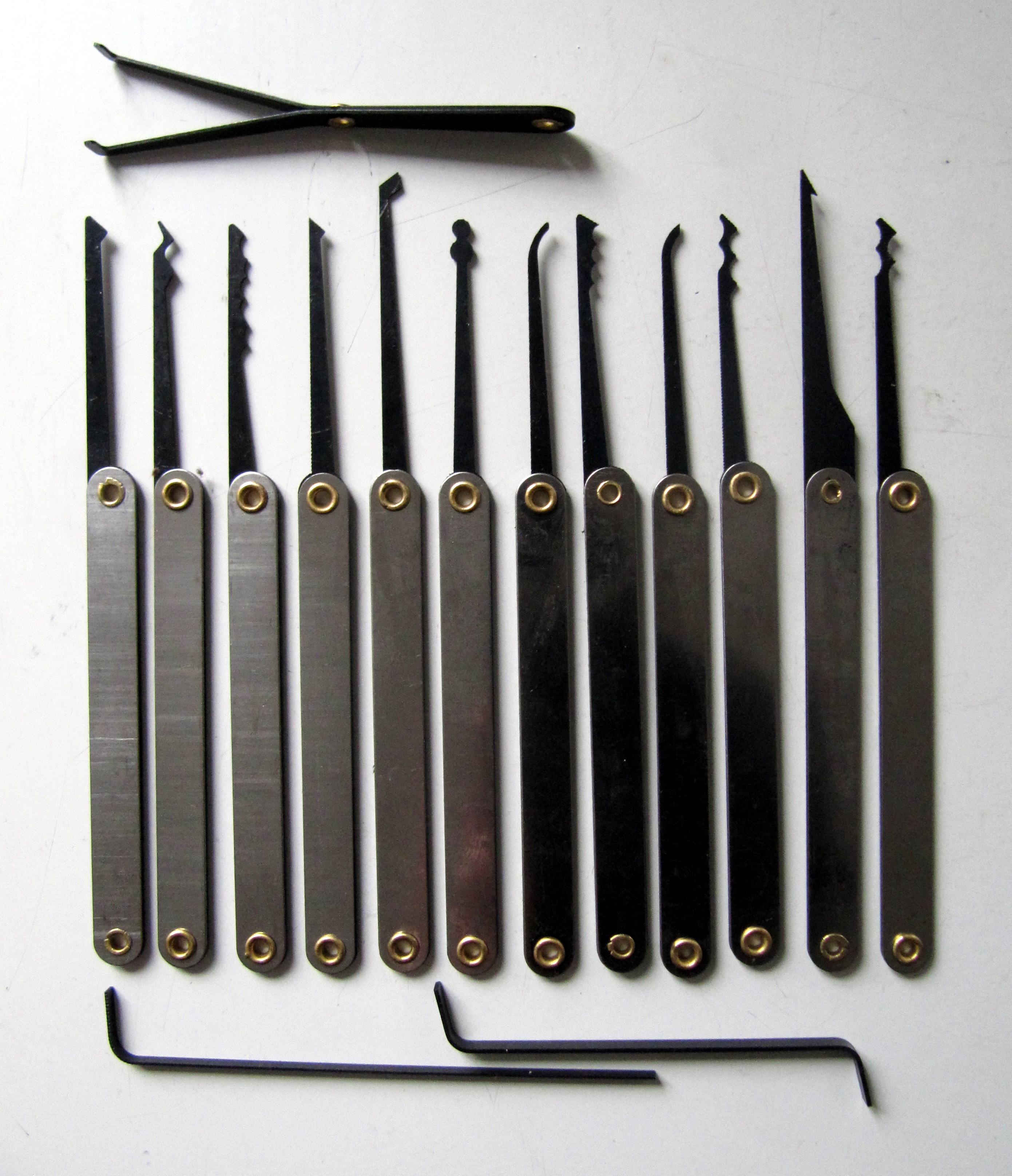
Un set de șperacle.

Șperaclul este o unealtă de metal folosită pentru deschiderea sau închiderea unui lacăt sau a unei încuietori în lipsa unei chei. Acest instrument are mai multe forme, cea mai comună fiind forma unui cui îndoit la vârf, fie în forma unei chei cu toți zimții egali.

## Utilizare
Șperaclul se folosește de un principiu simplu: emularea prezenței cheii în încuietoare. Acesta, imitând denivelările implicite ale unei chei, va apăsa fiecare tijă curbată dintre fiecare buton mecanic în combinația exactă, descuind încuietoarea fără a provoca daune acesteia.